# Frankenstein (Oederan)
Frankenstein è una frazione della città tedesca di Oederan, nel Land della Sassonia.

## Storia
Il 1º gennaio 2012 il comune di Frankenstein venne soppresso e aggregato alla città di Oederan.